# Exilisia
Exilisia is een geslacht van vlinders van de familie spinneruilen (Erebidae).

## Soorten
- E. andriai (de Toulgoët, 1955)
- E. bijuga (Mabille, 1899)
- E. bilineata (de Toulgoët, 1954)
- E. bipuncta (Hampson, 1900)
- E. butleri de Toulgoët, 1958
- E. contrasta Kühne, 2007
- E. costimacula de Toulgoët, 1958
- E. diegoi de Toulgoët, 1956
- E. disticha (Hampson, 1914)
- E. falcata (de Toulgoët, 1954)
- E. flavicapilla (de Toulgoët, 1954)
- E. flavicincta de Toulgoët, 1965
- E. fletcheri (de Toulgoët, 1956)
- E. friederikeae Kühne, 2007
- E. gablerinus Kühne, 2008
- E. insularis de Toulgoët, 1972
- E. kruegeri Kühne, 2007
- E. leighi (de Toulgoët, 1956)
- E. lichenaria (de Toulgoët, 1954)
- E. m-nigrum (Mabille, 1899)
- E. mabillei de Toulgoët, 1958
- E. marmorea (Butler, 1882)
- E. mnigrum Mabille, 1899
- E. nebulosa de Toulgoët, 1958
- E. obliterata de Toulgoët, 1958

- E. ocularis (de Toulgoët, 1954)
- E. olivascens (de Toulgoët, 1954)
- E. parvula (Butler, 1882)
- E. perlucida (de Toulgoët, 1954)
- E. placida (Butler, 1882)
- E. pluripunctata (Mabille, 1900)
- E. prominens Strand, 1922
- E. prominentia Kühne, 2007
- E. pseudomarmorea de Toulgoët, 1958
- E. pseudoplacida de Toulgoët, 1958
- E. punctata (Hampson, 1900)
- E. quadripunctata de Toulgoët, 1956
- E. rufescens de Toulgoët, 1958
- E. subfusca (Fryer, 1912)
- E. tripuncta (Kiriakoff, 1958)
- E. variegata de Toulgoët, 1972
- E. viettei de Toulgoët, 1958